# 정동극장
국립정동극장(貞洞劇場, National Jeongdong Theater of Korea)은 전통문화의 보존, 계승발전 및 공연예술 진흥사업에 기여하기 위하여 1996년 11월 15일 설립된 문화체육관광부 소관의 재단법인으로 기타공공기관으로 지정된 복합 공연장이다. 국내 최초의 근대식 극장인 원각사의 복원을 이념으로 1995년 국립중앙극장 분관으로 설립되었으며, 이후 재단법인으로 독립하여 현재에 이르렀다. 서울특별시 중구 정동길 43에 위치하고 있다.

## 주요 사업
- 국립정동극장의 운영 관리사업
- 무대예술작품 제작 등 공연예술진흥사업
- 전통문화의 보존 및 계승발전사업
- 문화예술의 국내외 교류사업
- 문화관광부장관이 목적사업 달성에 필요하다고 인정하여 위탁한 사업
- 기타 법인 목적사업 달성을 위한 부대사업

## 연혁
- 1995년 6월 17일 개관 (국립중앙극장 분관체제 운영)
- 1996년 1월 1일 문화관광부 관리위탁 (사단법인 국립중앙극장예술진흥회)
- 1997년 1월 1일 문화관광부 관리위탁 (재단법인 정동극장 출범)
- 1997년 1월 1일 제1대 홍사종 극장장 취임
- 2000년 3월 2일 제2대 박형식 극장장 취임
- 2004년 6월 1일 제3대 최태지 극장장 취임
- 2008년 11월 17일 제4대 구자흥 극장장 취임
- 2010년 3월 29일 제5대 최정임 극장장 취임
- 2013년 6월 7일 제6대 정현욱 극장장 취임
- 2016년 6월 21일 제7대 손상원 극장장 취임
- 2019년 8월 20일 제8대 김희철 극장장 취임
- 2021년 3월 23일 재단법인 국립정동극장 법인명 변경
- 2022년 11월 2일 제9대 정성숙 극장장 취임

## 조직

### 이사회

#### 정동극장장
- 정책기획팀
- 경영관리팀
- 공연기획팀
- 문화사업팀
- 홍보마케팅팀
- 무대예술팀
- 경주문화사업TF팀

## 시설
- 위치: 서울특별시 중구 정동길 43
- 대지: 1496.67m2
- 건평: 1844.28m2
- 객석: 326석 (휠체어석 2석 포함)

## 교통
- 지하철 5호선 서대문역: 5번출구 / 도보 10분 (경향신문사 방향 300m → 우회전 → 정동극장 방향 400m)
- 지하철 1, 2호선 시청역: 1번, 12번출구 / 도보 6분 (덕수궁 돌담길 따라 400m)